# Sport Lisboa e Benfica (femenino)
El Sport Lisboa e Benfica, es la sección de fútbol femenino del club homónimo de la ciudad de Lisboa, Portugal. Fue fundado en 2017 y juega en el Liga BPI, máxima división del fútbol femenino en ese país.

## Historia
El 12 de diciembre de 2017, el Benfica confirmó la fundación de su equipo femenino. El primer plantel del equipo fue compuesto por muchas jugadoras brasileñas.
Debutó en el Campeonato Nacional II Divisão el 17 de septiembre de 2018, día en que derrotó al UD Ponte de Frielas por 28-0. El resultado estableció un nuevo récord en el fútbol del país, sobrepasando a la victoria por 21-0 del Sporting de Lisboa sobre el CS Mindelense en 1971.
Rompió su propio record el 26 de enero de 2019, cuando venció al CP Pego por 32-0; el club logró una diferencia de goles de 293 tantos en 16 encuentros. Cuatro días después el equipo concedió su primer gol en contra en la victoria por 5-1 de visita ante el Marítimo, por la tercera ronda de la Copa de Portugal  Femenina.
El 24 de marzo de 2019 el Sporting Clube de Braga, entonces líder del Campeonato Nacional de Fútbol Femenino de Portugal derrotó al equipo por 2-1 por la semifinal de la Copa Portuguesa, la primera derrota del club en su historia. Seis días después el equipo jugó su primer Derby da Capital contra el Sporting de Lisboa. El encuentros disputado en el Estadio del Restelo y fue visto por 15.204 espectadores, récord de asistencia en un partido de fútbol femenino en Portugal. Benfica perdió por la minina ante el Sporting con gol de Joana Marchão al minuto 86 por tiro penal.
El 18 de mayo de 2019, Benfica derrotó al Valadares Gaia Futebol Clube por 4-0 en la final de la Copa de Portugal, consiguiendo el primer título en su historia. El 29 de mayo el equipo aseguró su ascenso a la primera división para la temporada 2019-20.

## Palmarés
- Campeonato Nacional (5): 2020-21, 2021-22, 2022-23, 2023-24, 2024-25
- Campeonato Nacional II Divisão (1): 2018-19
- Copa de Portugal (2): 2018-19, 2023-24
- Copa de Liga (5): 2019-20, 2020-21, 2022-23, 2023-24, 2024-25
- Supercopa de Portugal (2): 2019, 2022, 2023